# St Giles', Oxford

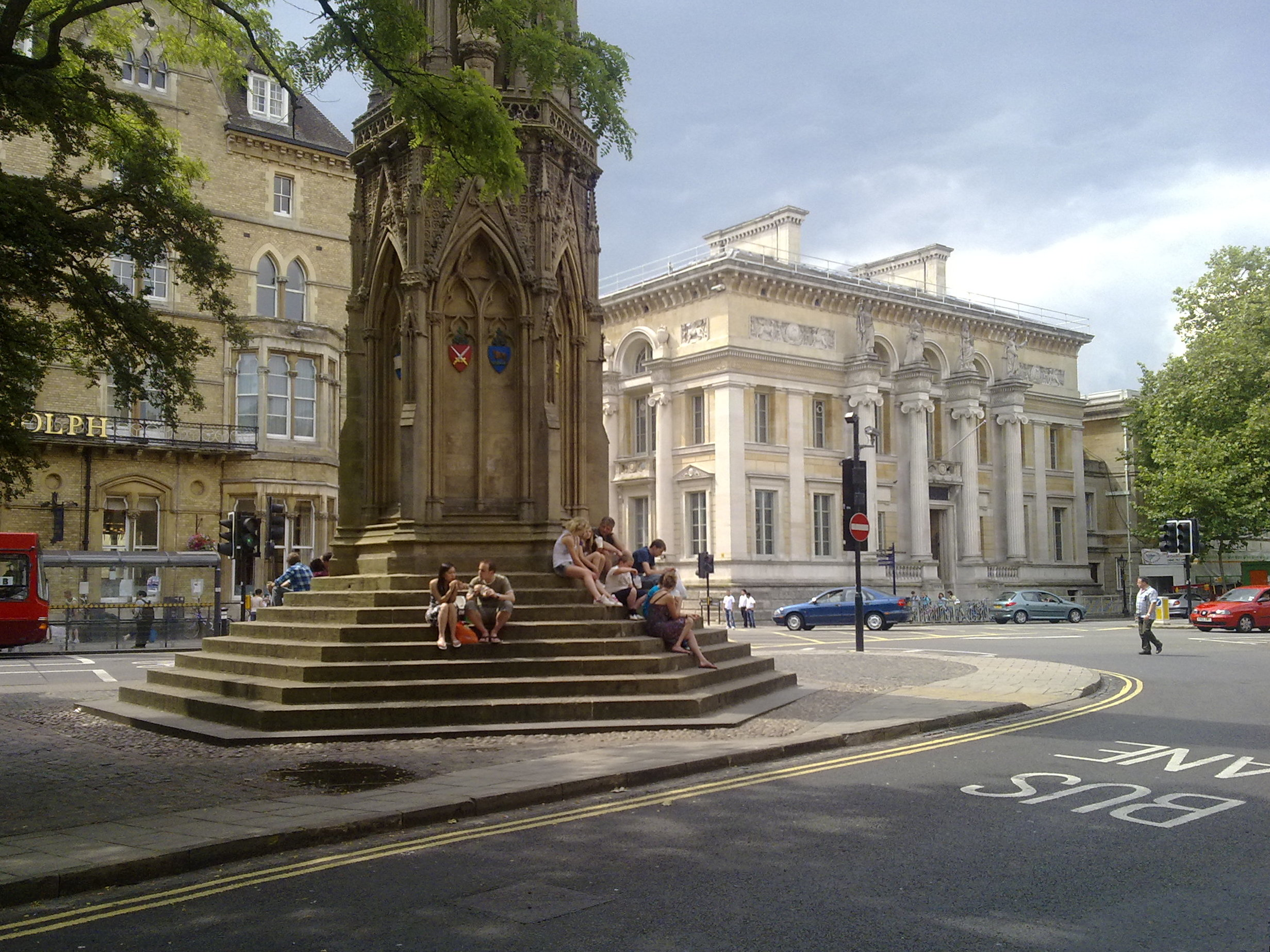
St Giles' södra ände. Från vänster till höger: The Randolph Hotel, Martyrs' Memorial och Taylor Institution.

St Giles' är en bred aveny i norra delen av Oxfords innerstad i England, och utgör den norra infartsgatan till stadens historiska stadskärna. Gatan leder från St Giles' kyrka i norr, där de stora infartsvägarna Woodstock Road från Woodstock och Banbury Road från Banbury förenas till St Giles', och leder vidare söderut mot Martyrs' Memorial vid korsningen med Beaumont Street, där St Giles' övergår i Magdalen Street.

## Kända byggnader
Vid St Giles' kyrka, i norra änden av gatan, ligger Oxfords krigsminnesmärke. På gatans östra sida ligger från norr till söder puben The Lamb & Flag, St John's College, Oxford Internet Institute, Balliol College och Trinity College. Längs dess västra sida ligger Oxfords universitets teologiska fakultet, Oxfords kväkares möteshus samt puben The Eagle and Child, känd som mötesplats för fantasyförfattargruppen The Inklings av vilka de mest kända var J.R.R. Tolkien och C.S. Lewis. Vidare söderut längs den västra sidan ligger Regent's Park College, Pusey House, St Cross College, Blackfriars, Ashmolean Museum och Taylor Institution. Gatans södra ände ligger vid Martyrs' Memorial, uppfört 1843 till minne av de protestantiska Oxfordmartyrerna som avrättades i närheten 1555–1556.